# August Urbański von Ostrymiecz
August Julius Urbański (ab 1908 Urbański von Ostrymiecz) (* 26. August 1866 in Ragusa; † 15. März 1950) war ein österreichisch-ungarischer Offizier und vor dem Ersten Weltkrieg Chef des Militärgeheimdienstes (Evidenzbüro).

Hochzeit von August Urbański und Louise von Hebra (1908)

## Familie
Sein Vater Johann Urbański war k.u.k. Major. Die Mutter Victoria (geb. von Vlaichi) war die Tochter des Bürgermeisters von Ragusa (Dubrovnik). Er selbst heiratete 1896 Margit Mohay, die Tochter eines rumänischen Reichstagsabgeordneten. Der Ehe entstammten zwei Mädchen. 1906 starb seine Frau. Im Oktober 1908 heiratete er Louise von Hebra, die Enkelin des Ferdinand von Hebra. Dieser Ehe entstammen zwei Söhne und eine Tochter.

## Leben
Mit neun Jahren trat er in die Militär-Unterrealschule in Güns ein und absolvierte später die Militärakademie. Nach erfolgreichem Abschluss der k.u.k. Kriegsschule wurde er 1892 in den Generalstab aufgenommen. Auf der Kriegsschule war er Schüler von Franz Conrad von Hötzendorf, dem späteren Feldmarschall und Generalstabschef der k.u.k Armee, dem er später auch privat nahestand: Conrad von Hötzendorf war Trauzeuge bei Urbańskis zweiter Eheschließung.
Urbański diente danach in diversen Garnisonen der Monarchie, unter anderem in Karlsburg, Lemberg, Budapest und Klausenburg. Im Frühjahr 1908 wurde er mit dem Prädikat „von Ostrymiecz“ in den Adelsstand erhoben.
Zwischen 1909 und 1914 leitete er mit dem Evidenzbüro den militärischen Nachrichtendienst Österreich-Ungarns im Range eines Obersts.
In Urbańskis Zeit als Leiter des Evidenzbüros fällt auch die Affäre um seinen Stellvertreter Oberst Alfred Redl, der Geheimnisse u. a. an die Russen verraten hatte. Nach dessen Enttarnung hatte der Generalstabschef der k.u.k Armee, Franz Conrad von Hötzendorf, ohne den Kaiser oder den Thronfolger ins Bild zu setzen, Oberst Urbański befohlen, eine Kommission zu bilden, die den Fall Redl in aller Stille bereinigen sollte. Neben Oberst Urbański selbst und Oberstleutnant Maximilian Ronge gehörten ihr noch der stellvertretende Generalstabschef der k.u.k. Armee, Generalmajor Franz Höfer von Feldsturm, und der Militärrichter Wenzel Vorlicek an. Die Kommission suchte Oberst Redl am Abend des 25. Mai 1913 in seinem Hotelzimmer in Wien auf und konfrontierte ihn mit seiner Enttarnung. Ein Geständnis wollte Oberst Redl aber nur gegenüber Oberstleutnant Ronge, seinem Nachfolger, ablegen und verwies dabei auf die Unterlagen in seiner Prager Wohnung. Anschließend übergab man Oberst Redl eine Pistole, mit der er sich im Laufe der Nacht selbst erschoss, nachdem die Kommission das Zimmer verlassen hatte. Nach dem Selbstmord leitete Oberst Urbański die Durchsuchung von Redls Wohnung in Prag und stellte Beweisstücke sicher. Thronfolger Erzherzog Franz Ferdinand war empört über diese Vorgangsweise und machte Oberst Urbański  dafür verantwortlich. Obwohl Kaiser Franz Josef Urbański eine Beförderung versprochen hatte, wurde er auf Veranlassung des Thronfolgers im April 1914 suspendiert.
Nach der Ermordung des Thronfolgers am 28. Juni in Sarajevo wurde Oberst Urbański sofort reaktiviert und am 1. August 1914 zum Generalmajor befördert. Er kehrte jedoch nicht ins Evidenzbüro zurück, sondern übernahm als Kommandant eine Infanteriebrigade in Krakau und im März 1916 die 46. Infanterie-Schützendivision. Am 1. August 1917 erfolgte seine Beförderung zum Feldmarschallleutnant. Er kämpfte an der Ostfront gegen Russland bis zum Frieden von Brest-Litowsk im März 1918. Dann wurde seine Division an die italienische Front verlegt und nahm an den Piaveschlachten teil. Weil er sich gegen eine aussichtslose Aktion seiner Division, die viele unnötige Opfer gefordert hätte, aussprach, wurde er vom Dienst suspendiert.
Nach Kriegsende wurde Urbański am 1. Jänner 1919 pensioniert. Obwohl er Angebote bekam, in die Armee eines der Nachfolgestaaten Österreich-Ungarns einzutreten, zog er sich nach Thal bei Graz zurück. Er betätigte sich als Journalist und Schriftsteller, schrieb Beiträge in Fachzeitschriften (u. a. Militärwissenschaftliche Mitteilungen) und Bücher. 1944 flüchtete er vor den heranrückenden Russen nach Bayern, weil er fürchtete, wegen seiner Funktionen vor und im Ersten Weltkrieg verhaftet zu werden.
Nach seiner Rückkehr lebte Urbański bis zu seinem Tod am 15. März 1950 in Thal bei Graz.